# Menhirs de Mané-Meur
Les menhirs de Mané-Meur sont trois menhirs situés à Quiberon dans le département français du Morbihan.

## Menhir n°1
Le menhir est situé à la sortie ouest du village de Manémeur, il est désormais inclus dans un espace vert. Le menhir mesure 3,40 m de hauteur, 1,70 m de largeur et 0,40 m d'épaisseur. Il comporte seize cupules très apparentes. Le menhir est classé au titre des monuments historiques par la liste de 1889.

## Menhir n°2 et n°3
Les deux menhirs sont situés à environ 250 m à l'ouest du village de Manémeur. Il pourrait correspondre aux vestiges d'un alignement. Les menhirs sont classés au titre des monuments historiques par arrêtés du 20 avril 1927 et du 24 août 1931.

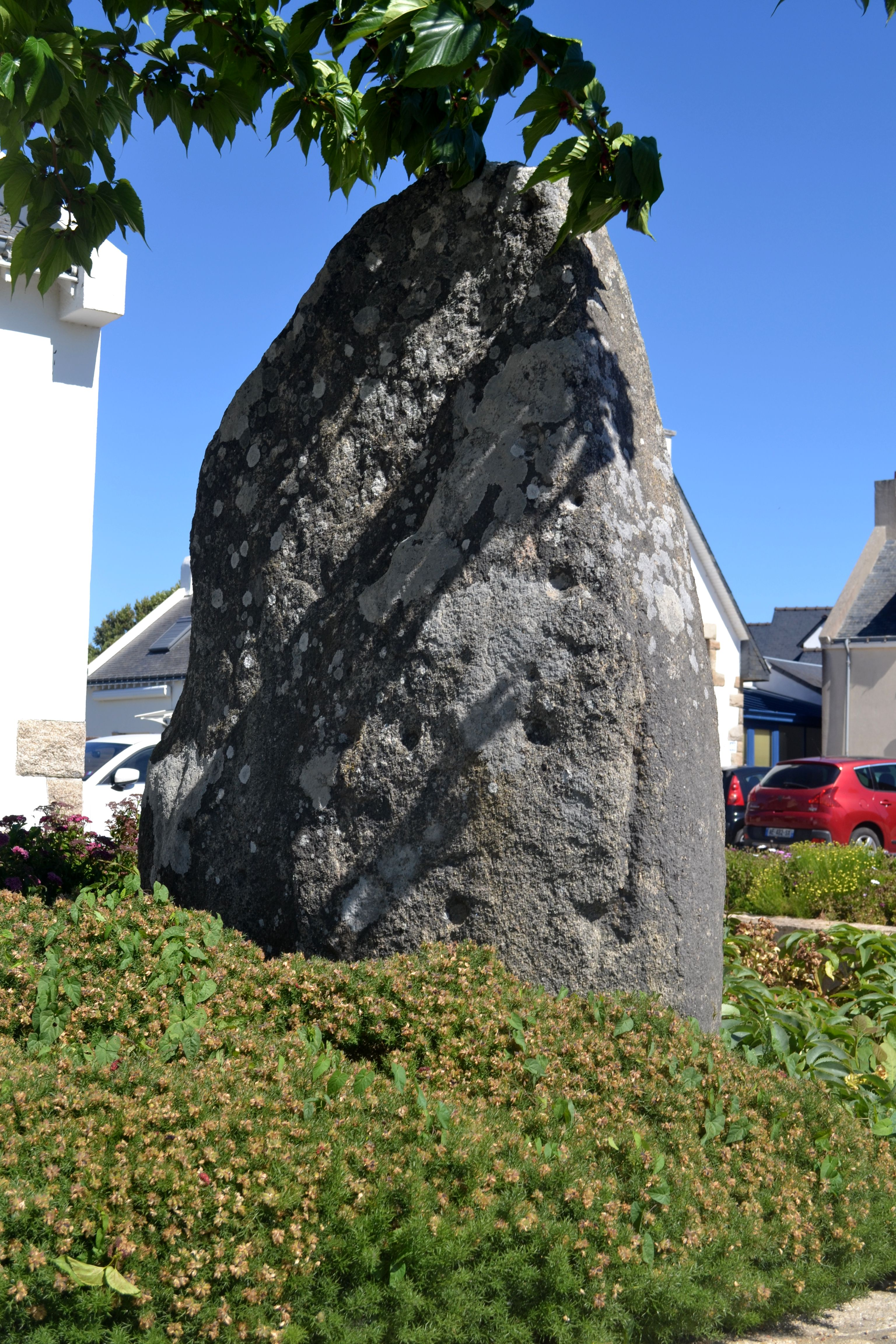
Menhir n°1.
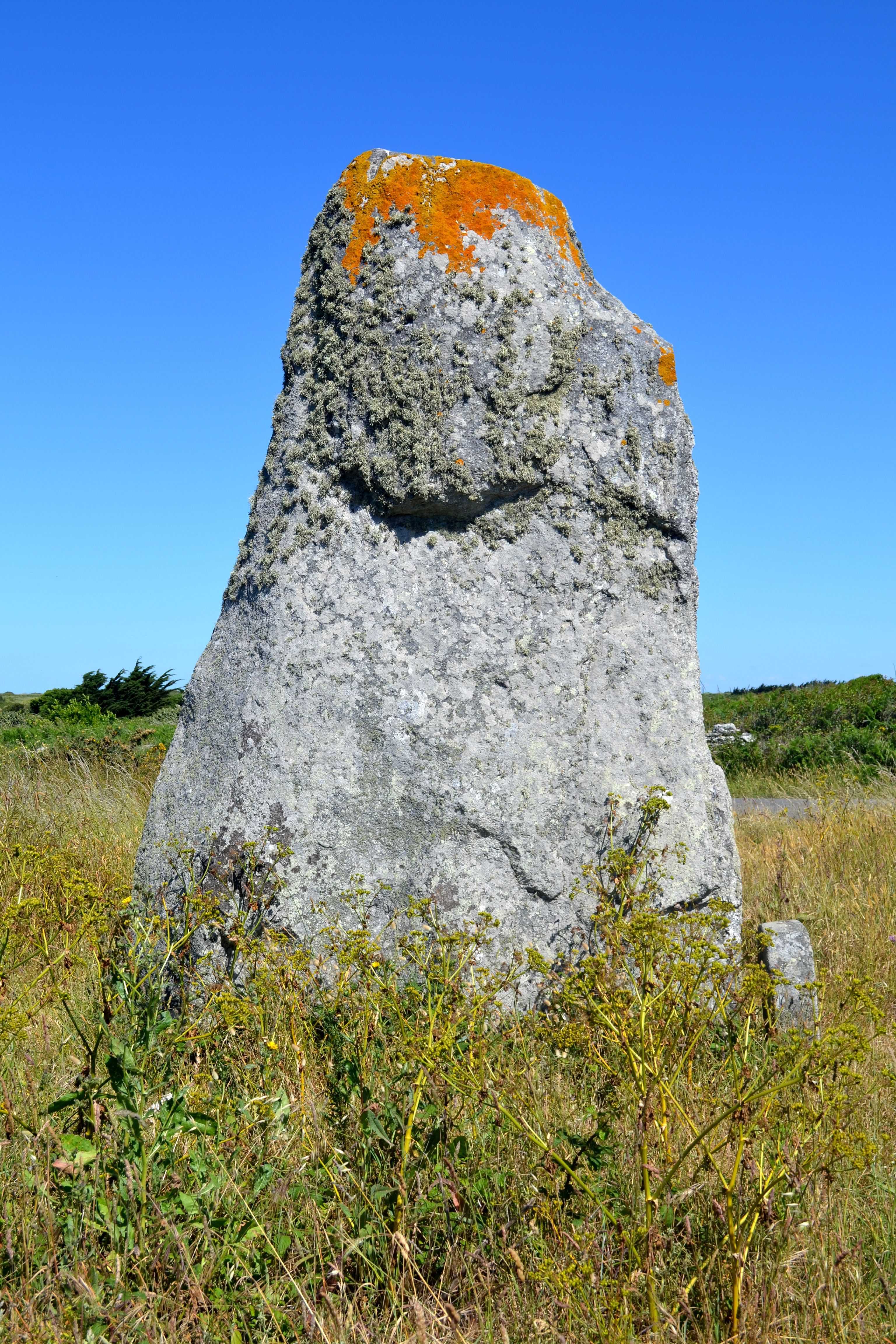
Menhir n°2.
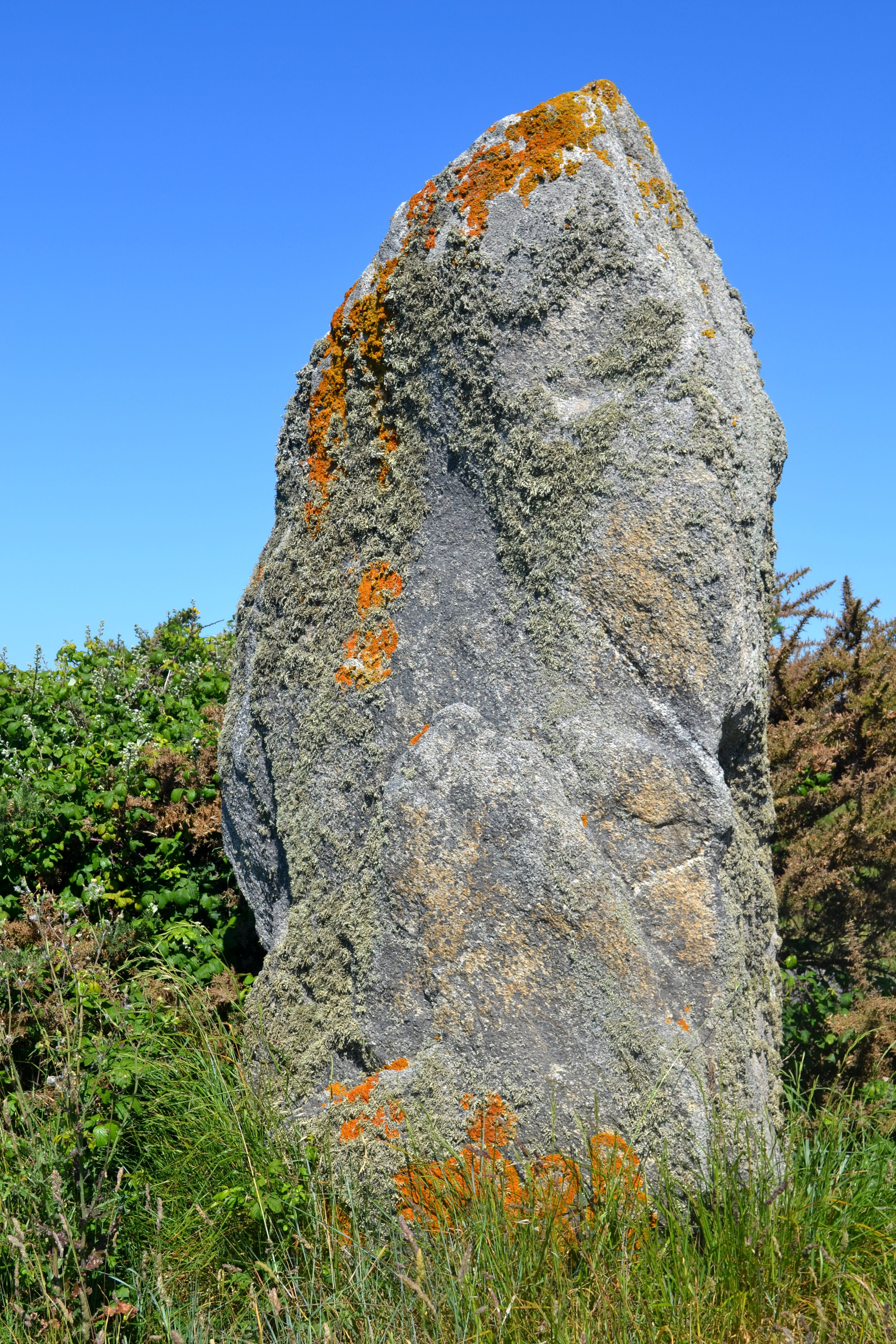
Menhir n°3.

## Dolmens de Mané-Meur
Un ensemble mégalithique constitué de trois dolmens explorés au XIXe siècle, est considéré depuis lors comme détruit. Plusieurs opérations d'archéologie préventive réalisées entre 2016 et 2019 ont conduit à la (re)découverte des vestiges d'un cairn incluant deux dolmens à chambres quadrangulaires.